# Pacte de Madrid (1339)
El Pacte de Madrid de 1339 fou una aliança entre la Corona de Castella i la Corona d'Aragó per impedir l'accés de la dinastia marínida a la riba nord de l'estret de Gibraltar

## Antecedents
La dinastia marínida projectava reunificar el Magreb, prenent Tilimsen el 1337, i la flota d'Alfons XI de Castella estava a l'Estret de Gibraltar des de la primavera de 1338 i va sol·licitar ajuda a Pere el Cerimoniós per completar la flota de l'Estret, per la que els dos regnes es comprometien a ajudar-se per fer la guerra al Marroc i Granada mentre els marínides van fer el mateix amb els hàfsides.

## Conseqüències
L'almirall Jofre Gilabert de Cruïlles van sortir de Barcelona l'1 de juny de 1339 amb quatre galeres, per unir-se a València amb sis galeres més i una galiota que des d'allà van posar rumb a l'Estret, derrotant una força naval de tretze galeres marroquines i una genovesa a la batalla naval de Ceuta, Els marínides van creuar l'Estret de Gibraltar sota la direcció d'Abu-l-Hàssan Alí i intentaren recuperar Tarifa el 1340. Llavors la flota catalana va derrotar a la marínida a la batalla del riu Palmones, el rei del Marroc fugí vers Algesires, des d'on retornà al seu regne, i el de l'Emirat de Gharnata passà a Marbella i després a la seva capital i els catalans sota la direcció de Jordi Gilbert de Cruilles van fer un atac a Algesires. A Tarifa els castellans amb ajut de les forces de la Corona d'Aragó (que van desbloquejar la ciutat per mar) i portugueses (el rei Alfons IV de Portugal era cunyat d'Alfons XI de Castella), van enfrontar-se a la batalla del riu Salado (30 d'octubre) que fou una greu derrota dels magrebins. La presa d'Algesires tancà la guerra de l'Estret i suposà un pas decisiu en la Guerra de Granada.